# Amaury Bouchard
Amaury Bouchard (en latin Almaricus Bouchardus), né à Saint-Jean-d'Angély vers 1490 et mort à une date inconnue, est un humaniste français.
Lieutenant général de la sénéchaussée de Saintonge, il est nommé en 1531 maître des requêtes. Il intervient dans la querelle des femmes, au sujet du statut des femmes dans la société, en publiant en 1522 son ouvrage Feminei sexus apologia ("Apologie du sexe féminin") pour combattre le traité De legibus connubialibus de son ami le jurisconsulte André Tiraqueau,.
Rabelais lui dédie en 1532 un opuscule juridique de 14 pages Ex reliquiis venerandae antiquitatis Lucii Cuspidii testamentum. Item, contractus venditionis antiquis Romanorum temporibus initus : « Franciscus Rabelaesus D. Almarico Buchardo consilario regio ... S. P. D. », désigné sous le titre de Testament de Cuspidius, imprimé à Lyon chez Sébastien Gryphe, où Rabelais donne l'édition du testament d'un Romain et d'un contrat de vente ; ces deux textes antiques sont en fait une supercherie de deux humanistes italiens, Giulio Pomponio Leto et Giovanni Pontano qui sera révélée à la fin du XVIe siècle. Dans l'épître dédicatoire, Rabelais exhorte Amaury Bouchard à publier son traité De Architectura orbis : « Tâchez de penser à ce qui concerne Gryphe le fameux imprimeur. J'attends tous les jours votre bel et nouveau traité De l'architecture du monde qui est tiré des trésors les plus vénérables de la philosophie ». Son traité De l'immortalité de l'âme, d’inspiration platonicienne, resté manuscrit avec une dédicace à François Ier, sera édité en 2018.

## Œuvres
- (la) Τῆς γυναικείας φύτλης, id est fœminei sexus, apologia, adversus Andream Tiraquellum, Paris, Josse Bade,‎ 1522, 73 p. (lire en ligne).
- De l'excellence et immortalité de l'ame : extraict non seullement du "Timée" de Platon, mais aussi de plusieurs aultres grecz et latins philosophes, tant de la pythagorique que platonique famille, Paris, Séha, coll. « Anecdota » (no 12), 2018, 180 p. (ISBN 978-88-7252-380-3) : texte édité et présenté par Sylvain Matton.